# 야마토정 (니가타현)
야마토정(大和町)은 니가타현 미나미우오누마군의 정이다. 무이카정의 통근율은 16.1%(2000년 인구조사). 역참 마을인, 몬젠마치로 발전해 왔다. 2004년 11월 1일에 미나미우오누마 군의 무이카 정과 합병해 미나미우오누마 시가 되었다

## 역사
- 1956년 4월 1일 - 미나미우오누마군 히가시촌, 오사키촌, 우라사촌, 야부카미촌이 합병해 야마토촌이 설치되었다.
- 1962년 4월 1일 -정으로 승격해 야마토정이 되었다.
- 2004년 11월 1일 - 미나미우오누마군 무이카정과 합병해 미나미우오누마시가 되었다.

## 교통

### 철도
- 동일본 여객철도
  - 조에쓰 신칸센
  - 조에쓰선

### 도로
- 간에쓰 자동차도
- 국도 제17호선
- 국도 제291호선
- 니가타 현도 제2호
- 니가타 현도 제58호
- 니가타 현도 제59호